# Photo Booth
Photo Booth 是苹果电脑公司开发的运行在Mac OS X与iOS上的一个小型应用程序，主要功能是通过摄像头iSight进行数码拍照。它有17种内置特效作用于拍摄的照片上。该程序内置于iMac G5、iMac、MacBook、iPad和MacBook Pro 个人电脑上，这些机器均有内置的iSight摄像头来拍照。 Photo Booth 已成為 苹果电脑公司的操作系统——Mac OS X v10.5 花豹（Leopard）及iOS4以後版本的一部份。
该程序可以与即时通讯程序联动，如OS X系统内置的iMessage软件，或Adium。

## 技术
Photo Booth启动之后可以输出显示内置iSight摄像头的图像，在“动态输出”模式下主要有以下三种功能。
- 拍照（输出屏幕下方一个画有照相机的红色按钮）
- 转入第一组效果
- 转入第二组效果

当拍 好的照片显示出来后，还有两个新功能：
- 通过电子邮件发送照片（麦金塔电脑的Mail程序）
- 添加图片到 iPhoto 照片库中

Photo Booth 拍摄的照片是iSight标准解析度，即 1280x720或iPad的640×480像素，但一般图像大小在100 KB左右。在iOS5中，图像储存在“相机胶卷”中，而在Mac OS X Tiger中，图像保存在 ~/Pictures/Photo Booth/，其中 ~ 代表登陆中用户的文件夹。
Photo Booth的技术在苹果公司的下一代操作系统 OS X Mountain Lion中将得到极大改进。用户可以在FaceTime中使用Photo Booth的效果等等。

## 效果
Photo Booth拥有两组图像效果，可以在拍照的时候应用。第一组效果包括类似于Photoshop的图形滤镜：
- 老照片
- 黑白
- 光輝
- 漫画
- 正常
- 彩色铅笔
- 红外热镜头（并不是真的温度分布图像）
- X光
- 流行艺术

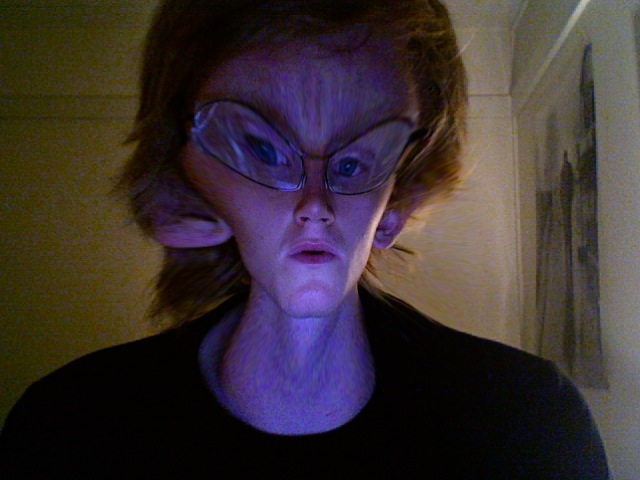
Photo Booth的球形膨胀效果

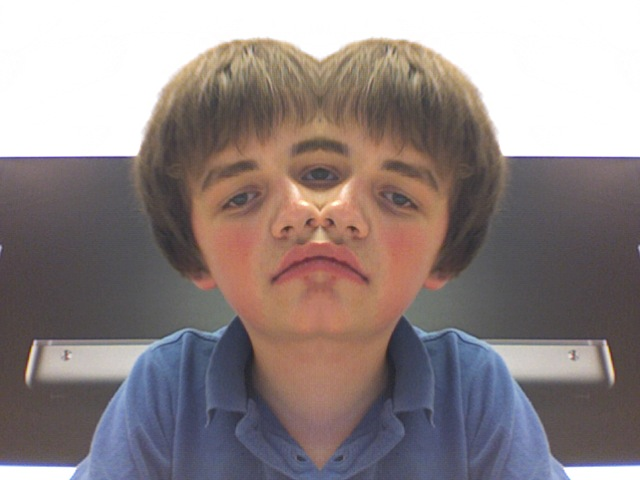
Photo Booth的镜面效果

第二组效果被苹果公司CEO 斯蒂夫·乔布斯 笑称为“少年效果”，不是通过滤镜，而是通过改变图像形状进行变形扭曲等等 
- 膨胀
- 凹陷
- 卷曲
- 挤压
- 正常
- 镜像
- 轻度隧道
- 鱼眼
- 延伸

Photo Booth 也有自动左右翻转功能，因为iSight摄像头抓取的是镜像。